# Miniopterus egeri
Miniopterus egeri é uma espécie de morcego da família Miniopteridae. Endêmica de Madagascar.